# Цуй Цзычжун
Цуй Цзычжу́н (кит. упр. 崔子忠, пиньинь Cuī Zǐzhōng, ? — 1644) — китайский художник эпохи империи.

## Жизнь и творчество
Биографических сведений о жизни Цуй Цзычжуна сохранилось немного. Он родился на территории современной провинции Шаньдун на востоке Китая во второй половине XVI столетия, наиболее плодотворные годы его творчества приходятся на начало XVII века. Значительную часть своей жизни он провёл в Пекине. Образцом для Цуй Цзычжуна был художественный стиль, используемый в своих произведениях старыми мастерами эпохи Тан, работам которых он часто подражал. За недюжинный художественный талант ещё при жизни получил почётное прозвище «Мастер Севера» (наряду с Чэнь Хуншоу, которого называли «Мастер Юга»).
К концу существования империи Мин охвативший государство общий кризис крайне отрицательно сказывается и на развитии искусств. Живопись теряет своё высоко ценимое среди знатоков значение, значительно сокращается число меценатов, готовых покупать художественные произведения. Некоторое оживление приносит к концу эпохи Мин деятельность некоторых талантливых художников, таких, как Дин Юньпэн, У Бинь, Чэнь Хуншоу, Цзен Цзин, Се Бинь, и среди них — Цуй Цзычжун.
Цуй Цзычжун, проживая и работая в Пекине, первоначально надеялся стать правительственным чиновником, много времени посвящал учёбе с тем, чтобы сдать необходимые для этого государственные экзамены. Однако в связи с тем, что экзамены сдать не удавалось, художник постепенно приходит к мысли целиком посвятить себя живописи. При этом живёт он в бедности, зачастую отказываясь от продажи своих картин и рассчитывая со временем вернуться к сдаче государственных экзаменов на должность.
Из сохранившихся работ Цуй Цзычжуна наиболее известными являются две: В облаках, написанная в 1626 году и хранящаяся в Дворцовом музее в Пекине, и посвящённая истории, связанной с поэтом эпохи Тан Ли Баем, а также картина Приём в ухоженном саду, написанная для его друга Ван Ючжуна. На этой второй картине изображена встреча в абрикосовом саду двух друзей — самого Цуй Цзычжуеа и Ван Ючжуна, оживлённо обсуждающих поэтические произведения (написана в 1638 году). Основными темами произведений художника были исторические персоны и связанные с ними события, фантастические образы, произведения, посвящённые природе.
Жизнь художника закончилась трагически. После падения Пекина под натиском повстанцев Ли Цзычэна и самоубийства последнего минского императора Цуй Цзычжун запирается в старой глиняной хижине и умирает там голодной смертью.

## Галерея
- «Семейная прогулка»
- «Приём в ухоженном саду»
- «Бамбук на скале»